# 埃卡永河畔旺德日
埃卡永河畔旺德日（法語：Vendegies-sur-Écaillon，法語發音：[vɑ̃d(ə)ʒi syʁ ekajɔ̃]）是法国上法兰西大区北部省的一个市镇，位于该省东部，属于康布雷区。

## 地理
埃卡永河畔旺德日（50°15'44"N, 3°30'41"E）面积6.57 平方千米，位于法国上法蘭西大區北部省，该省份为法国最北部的省份及最长的省份，西北濒北海，西接加来海峡省，南至埃纳省和索姆省，东与比利时接壤。
与埃卡永河畔旺德日接壤的市镇（或旧市镇、城区）包括：凯雷南、阿特尔、贝尔默兰、欧西、埃卡永河畔圣马丹、塞普姆里、索曼、韦尔尚莫格雷。
埃卡永河畔旺德日的时区为UTC+01:00、UTC+02:00（夏令时）。

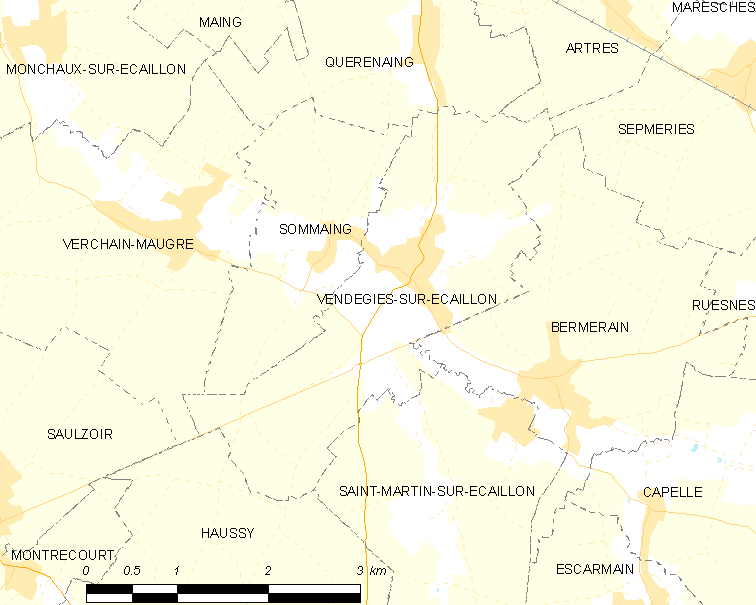
埃卡永河畔旺德日的OSM定位图

## 行政
埃卡永河畔旺德日的邮政编码为59213，INSEE市镇编码为59608。

## 政治
埃卡永河畔旺德日所属的省级选区为科德里县。

## 人口

1962-2008年间埃卡永河畔旺德日人口变化图示

埃卡永河畔旺德日于2022年1月1日时的人口数量为1123人。